# Palau Broncos XIII
El Palau Broncos XIII és un club rossellonès de rugbi a 13 de la població de Palau del Vidre. El seu primer equip juga a la primera divisió del campionat de França de rugbi a 13 (l'Élite 1) des de la temporada. En l'any 2009, el president Jean-Claude Touxagas va fitxar el nord-català David Berthezène. Té escola de rugbi i diversos equips.

## Palmarès
- 2 Campionats de França Élite 2 (2a. categoria): 1994 i 2010
- 1 finalista del Campionat de França Élite 2: 2006

## Primer equip pel 2010-2011
- Nicolas Athiel (centre, aler, darrere)
- Sylvain Amigas (tercera línia, obertura)
- Sylvain Fruteau (taloner, tercera línia, segona línia, pilar)
- Flavien Payre (taloner, tercera línia, segona línia)
- Rémi Prunac (tercera línia, segona línia)
- José Beltri (segona línia)
- Jonathan Gauchet (pilar, segona línia)
- Sofian Madani (obertura, tercera línia)
- Teddy Mauretta (pilar)
- Romain Nierga (centre, segona línia)
- Christophe Calegari (centre, aler, darrere)
- Farid Goutta (aler, darrere, centre)
- Thomas Valette (aler, centre, segona línia)
- Nicolas Vilanova (obertura, darrere)
- Lionel Teixido (tercera línia, segona línia)
- Maxime Barcia (centre, darrere, aler)
- Samir Belkiri (aler, centre, darrere)
- Sylvain Chaubet (pilar)
- Sylvain Covato (pilar, segona línia, centre)